# Кипарис вечнозелёный
Кипарис вечнозелёный (лат. Cupressus sempervirens) — вечнозелёное дерево; вид рода Кипарис семейства Кипарисовые.
Растёт довольно быстро, переносит продолжительную засуху и кратковременные понижения температуры до −20 °C. Доживает до 2000 лет.

## Распространение
В природе встречается на сухих горных склонах, среди скал. Из-за долгой садоводческой истории этого вида в Средиземноморском регионе его первоначальное распространение неясно, различные исследователи определяют его в Греции (некоторые острова Эгейского моря), Турции, Крите, Северном Иране, Ливане, Сирии и, возможно, Кипре. В Северной Африке он может быть родным для Туниса и Северной Ливии. В настоящее время он выращивается в культуре или натурализован на местном уровне по всему Средиземноморскому региону, Черноморскому побережью Крыма, Кавказа и Турции.

## Ботаническое описание
Дерево 20—30 м высотой, с прямым стволом; крона коническая, образованная восходящими основными крупными ветвями и повисающими в разной степени побегами. Кора тонкая, гладкая в течение длительного времени, серая, позже становится серовато-коричневой и продольно бороздчатой. Побеги расходящиеся во все стороны, молодые побеги около 1 мм диаметре, в поперечном сечении округлые или четырёхгранные. Листья чешуевидные, перекрёстнопарные, мелкие, яйцевидные, тупые, тёмно-зелёные, с дорсальной железкой в виде продольной борозды.
Микростробилы появляются рано весной. Женские шишки образуются на коротких побегах, глянцевые, от коричневых до серых, повисающие, от шаровидных до эллиптических, 2—3 см длиной, состоят из 8—14 супротивных чешуек, с вогнутым или плоским апофизом, с небольшим центральным пупком и острием. Семена по 8—20 на каждой фертильной чешуе, коричневые, уплощённые, мелкие, без смоляных пузырей, с узкими крыльями. Семядолей обычно 2.